# Distretto di Zwoleń
Il distretto di Zwoleń (in polacco powiat zwoleński) è un distretto polacco appartenente al voivodato della Masovia.

## Geografia antropica

### Suddivisioni amministrative
Il distretto comprende 5 comuni.
- Comuni urbano-rurali: Zwoleń
- Comuni rurali: Kazanów, Policzna, Przyłęk, Tczów